# 公田インターチェンジ
公田インターチェンジ（くでんインターチェンジ）は、神奈川県横浜市栄区公田町に建設中の横浜横須賀道路戸塚支線（横浜環状南線）のインターチェンジである。フルインターチェンジとして設計されている。
横浜環状南線は横浜横須賀道路 釜利谷ジャンクション - 戸塚区国道1号 戸塚インターチェンジ（仮称）で、横浜環状道路と首都圏中央連絡自動車道の一部となる。また、栄JCT（仮称）で横浜湘南道路とも接続する。
完成により、利便性が増すとともに環状4号公田交差点付近などの渋滞解消が見込まれる。

## 歴史
- 未定 : 釜利谷JCT - 戸塚IC間開通に伴い、供用開始予定[1]。

## 周辺
- 公田小学校
- 桂台小学校
- 桂台中学校
- 公田ハイツ
- 公田町団地（都市再生機構団地）
- イトーヨーカドー桂台店
- ゴルフクラブ

## 隣
C4 首都圏中央連絡自動車道（横浜環状南線）
栄IC/JCT（事業中） - 公田IC（事業中） - 釜利谷JCT（事業中）